# Carlo Marcello Rietmann
Carlo Marcello Rietmann (Genova, 15 ottobre 1905 – Genova, 27 novembre 1981) è stato un giornalista, critico letterario, commediografo e compositore italiano.

## Biografia
Iniziò la sua attività a Genova nel 1935, come redattore del “Giornale di Genova”.
Divenuto redattore capo nel 1945 del “Corriere del Pomeriggio”, passò poi nel 1948 al più noto “Il Secolo XIX”, in qualità di critico musicale, teatrale e cinematografico.
Nel 1937 esordì come scrittore, con il romanzo "Balka, zingara minorenne", a cui seguirono presto altri, tra cui "Ti amerò stasera" (1946).
Fu inoltre autore di novelle e di nove opere teatrali, in cui ricorrono elementi quali il gioco, una borghesia priva di valori, donne incapaci di ribellarsi alla volontà degli uomini, la disgregazione familiare.
Notevolissimo fu anche il suo contributo come operatore culturale. Nel 1940 ebbe fra l'altro l'idea di istituire un concorso musicale dedicato a Paganini. La guerra bloccò l'iniziativa, che venne però realizzata nel 1954. Oggi il Premio Paganini è un concorso per violinisti tra i più prestigiosi al mondo.
Nel 1965 ideò il celebre Festival Teatrale di Borgio Verezzi, attivo ancora oggi e noto in tutta Italia.
Dal suo "La grande speranza" venne tratta da Anton Giulio Majano un'opera televisiva andata in onda nel 1964, interpretata da Sergio Fantoni e Carla Gravina.

## Opere

### Opere letterarie
- L'amore in comtumacia, Milano, Elettra, 1935.
- Uscita di collegio, Milano, ELI Edizioni Librarie Italiane, 1945.
- Una fanciulla sulla strada, Milano, Ed. Mani di Fata, 1941.

### Opere di saggistica
- Il violino e Genova, Genova, Sagep Ed., 1975.
- Paganini, primo romantico, in «Genova», anno 56 n. 76 (1976), pp. 43-52.

### Opere teatrali
- Carambole, 1931.
- Il duca dei topi morti, 1945.
- Una donna è nata dal fiume, 1950.
- I veleni non fanno male, 1953 (Teatro Duse, Genova).
- Il consulto, 1954 (Olimpia, Milano, Compagnia De Filippo).
- Nessuno è tranquillo, 1955 (Excelsior, Milano).
- La grande speranza, 1960 (La Fenice, Venezia).
- Il vento sotto la porta, 1968 (Stabile, Bolzano).
- Maschere scandalizzate, 1966 (Sant'Erasmo, Milano).

### Copioni televisivi
- La grande speranza, regia di A.G. Majano, 1964.